# Здание Джанкойской гимназии
Здание Джанкойской гимназии, также Старая школа — историческое двухэтажное здание гимназии (бывший главный корпус Джанкойской общеобразовательной школы № 1). Расположено в городе Джанкое по улице Интернациональной. В настоящее время объект культурного наследия России, впервые зарегистрирован в 1989 году.
Заложена в 1914 году на окраине села Джанкой на участке, подаренным благодетелем, который остался неизвестен (предположительно джанкойский врач Алексей Толстой). В селе уже была одна школа, но в связи с ростом населения было решено возвести ещё одну. Строительство сопровождалось бурным обсуждением среди жителей о значимости проекта. По некоторым данным Николай II, будучи проездом в Джанкое принял участие в освящении здания прогимназии. Строительные работы шли быстро, планировалось открытие в сентябре 1916 года. В связи с идущей Первой мировой войной отделочные и внутренние работы закончить вовремя не удалось. В итоге открытие произошло 25 сентября 1917 года. В прогимназии обучались как мальчики, так и девочки. Изначально в школе было 4 класса, потом пять классов. После 1920 года прогимназия получила наименование средней школы № 26.
Среди выпускников тех лет: доцент Мелитопольского сельскохозяйственного института В. Кашутин, ученый-психолог П. Соколов, помощник режиссера Академического театра им. Вахтангова М. Биссирова, вице-адмирал Е. П. Збрицкий, генерал-майор, доктор военных наук Л. Л. Благоразумов, ученый Академии наук Грузинской ССР А. М. Ривкин, летчик-истребитель, награжденный 2 орденами Красной Звезды, медалью им. А. С. Макаренко В. Г. Зарницын, генерал-лейтенант П. А. Чунгузов, командир крейсера капитан первого ранга Кириченко, командир группы подводных лодок капитан первого ранга Чечко.
Во время немецкой оккупации Крыма Второй мировой войны в школе располагался концлагерь, где погибли сотни человек. В память о них на здании школы установили мемориальную плиту (впоследствии была перевезена в музей нового здания школы). Школа возобновила работу в 1944 году после изгнания немецких войск. С 1969 по 1974 год стала называться средней школой N1. Затем школой с производственным обучением.
В сентябре 1993 года учителя и ученики переехали в новое здание школы. В старом корпусе начали проводить реконструкцию, но в связи с отсутствием финансирования работы были прекращены, в настоящее время здание заброшено и заросло деревьями и кустарниками.
В 2024 году в Республике Крым был объявлен тендер на восстановление здания стоимостью 13 млн рублей. В октябре 2024 года был также утвержден план земельного участка здания, границы территорий, решены прочие юридические вопросы.